# Salome Amend

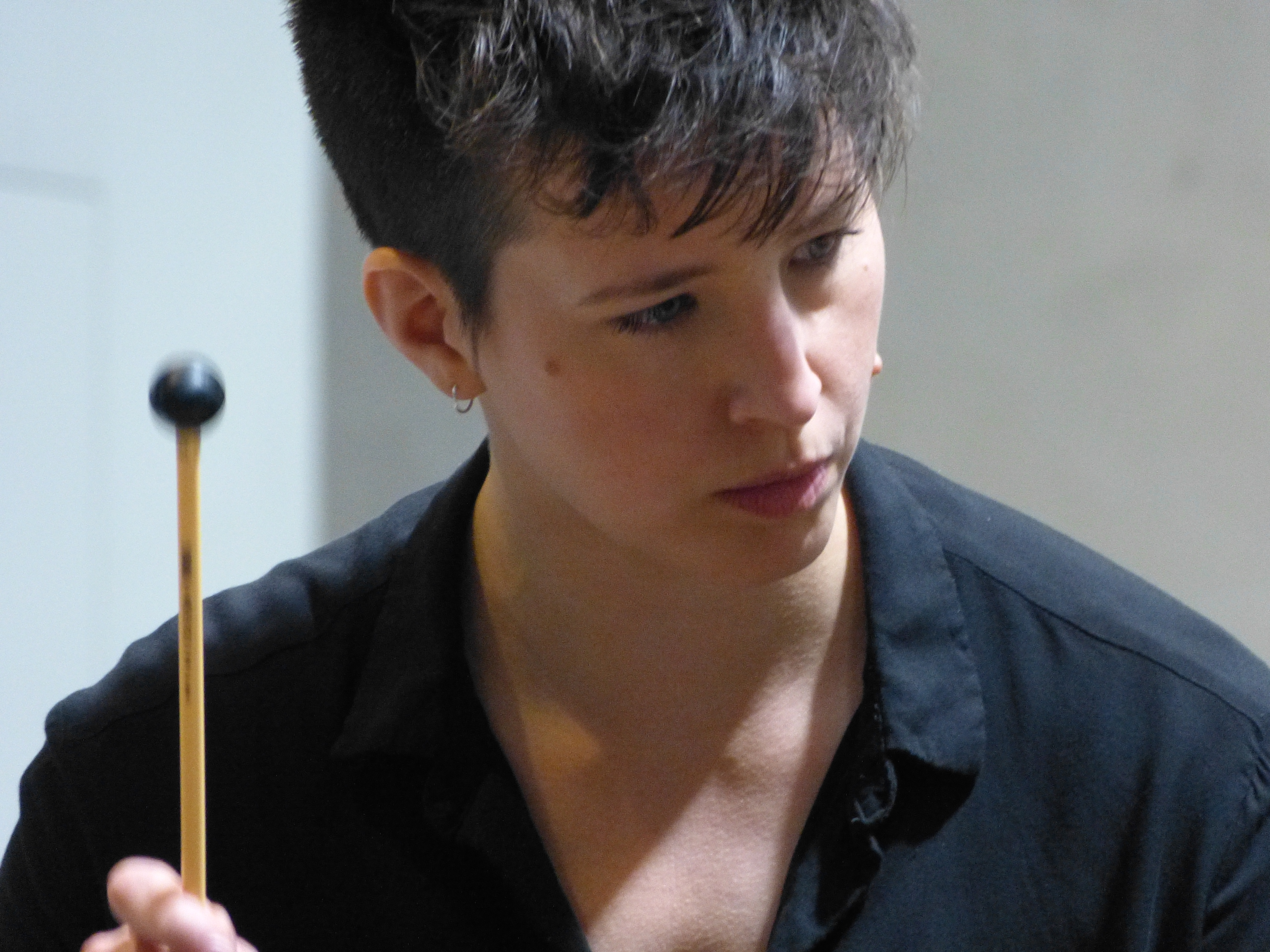
Salome Amend, 2024

Salome Amend (* 1990 in Wuppertal) ist eine deutsche Schlagzeugerin und Perkussionistin, die vor allem im Bereich der zeitgenössischen Musik und freien Improvisation tätig ist. Sie unterrichtete an der Bergischen Universität Wuppertal und seit 2018 an der Folkwang Musikschule in Essen. Seit 2023 ist sie Dozentin für Improvisation und Neue Musik an der Hochschule für Musik und Tanz Köln.
Amend studierte Schlagzeug an der Hochschule für Musik und Tanz in Köln.
Sie ist Mitglied mehrerer Ensembles und Formationen, darunter die Band Toxodon mit dem Schlagzeuger Simon Camatta und der E-Gitarristin Raissa Mehner.
Zusammen mit Hajo Wiesemann, Christoph König und Sandra Klinkhammer spielt sie Percussion im Geysir Quartett, einem Quartett für Kammermusik. Sie ist Mitglied des Düsseldorfer notabu.ensembles neue musik.
Im Jahr 2019 wirkte sie bei dem Livealbum Alles ohne Strom der Band Die Toten Hosen mit.

## Auszeichnungen
Amend wurde mit dem Förderpreis der Stadt Düsseldorf und dem Springmann-Preis der Stadt Wuppertal ausgezeichnet.